# Bureau de normalisation ferroviaire
Pour les articles homonymes, voir BNF.
Le Bureau de normalisation ferroviaire (BNF) est un opérateur du système français de normalisation.
Le BNF assure en France, par délégation de l'Association française de normalisation (AFNOR), la normalisation des matériels roulants, des installations fixes et des autres produits spécifiques du domaine ferroviaire, la participation des parties prenantes françaises aux travaux de normalisation européens et internationaux de ce domaine, ainsi que la traduction des normes européennes ou internationales préparées dans ce cadre.

## Organisation

### L'association
Le Bureau de normalisation ferroviaire (en abrégé « BNF ») est une association à but non lucratif régie par la loi française du 1er juillet 1901. Il a été fondé en 1995 pour succéder au Bureau de normalisation des chemins de fer (BNCF) qu’hébergeait la SNCF.
Les membres de l'association BNF sont actuellement les suivants, par ordre alphabétique :
Membres actifs
- FIF (Fédération des industries ferroviaires)
- RATP (Régie autonome des transports parisiens)
- SNCF (Société nationale des chemins de fer français)

#### Membres associés
- AFWP (Association française des détenteurs de wagons)[2]
- EPSF (Établissement public de sécurité ferroviaire)
- STRMTG (Service technique des remontées mécaniques et des transports guidés)
- Systra

### Le bureau de normalisation agréé
L'association BNF agit principalement en tant que bureau de normalisation sectoriel du système français de normalisation.
Le BNF bénéficie à cette fin d'un agrément délivré par le ministre chargé de l'Industrie et d'une délégation de l'Association française de normalisation (AFNOR), conformément à la réglementation en vigueur.
Dans l'exercice des missions qui font l'objet d'une délégation de l'AFNOR, le BNF est tenu de respecter notamment les exigences de la norme NF X50-088 et les « règles pour la normalisation française ».

### Missions
Pour les normes du secteur ferroviaire, le BNF assure principalement les quatre missions suivantes :	
- organisation et animation de l'élaboration des normes françaises « NF » ;
- organisation et animation de la participation française à l'élaboration des normes européennes « EN » du CEN et du CENELEC, ainsi que des normes internationales « ISO » et « IEC » ;
- réalisation des versions françaises des projets et des versions définitives des normes européennes ou internationales ainsi élaborées ;
- secrétariat, co-secrétariat ou assistance au secrétariat de plusieurs groupes de travail, sous-comités et comités techniques européens ou internationaux, dont notamment :
  - ISO/TC 269/SC 1 « Infrastructure »[7],
  - ISO/TC 269/SC 2 « Matériel roulant »[8],
  - IEC/TC 9 « Matériels et systèmes électriques ferroviaires »[9],
  - CENELEC/TC 9X « Applications électriques et électroniques dans le domaine ferroviaire »[10].

## Travaux de normalisation

### Participation
Les travaux de normalisation sont ouverts à toutes les parties intéressées, qui peuvent devenir ainsi des « parties prenantes ».
Conformément à la réglementation française, des frais de participation peuvent être perçus. Certaines catégories de parties prenantes (les PME par exemple) bénéficient toutefois d’exonérations.

### Experts et commissions
Plus de 600 experts, nommés par les parties prenantes, contribuent au BNF à l'élaboration des normes ferroviaires françaises, européennes et internationales. Ils sont répartis dans une soixantaine de commissions de normalisation. Souvent, ces experts sont également membres des groupes de travail correspondants au niveau européen ou international.
Chaque commission de normalisation est présidée par une personne désignée parmi ses membres. Le BNF assure le secrétariat.
Dans la filière généraliste (c'est-à-dire hors électrotechnique), la commission de normalisation « BNF/100 » est spécialement chargée de la coordination de tous les travaux de normalisation qui relèvent du BNF, en liaison avec le comité stratégique « Transport et logistique » de l'AFNOR.

### Sujets traités
Les principaux sujets traités au sein des commissions de normalisation du BNF sont les suivants :

#### Sujets généraux ou transverses
- Bruit à l'émission
- Confort de marche
- Détecteurs de boîtes chaudes
- Documentation et systèmes de classification
- Gabarits
- Interaction entre le véhicule et la voie
- Machines de construction et de maintenance de la voie
- Protection contre l'incendie
- Santé et sécurité au travail
- Services au sol

#### Sujets relatifs à l'infrastructure ferroviaire
- Appareils de voie
- Murs anti-bruit
- Paramètres de conception du tracé de la voie
- Protection des travaux sur la voie
- Qualification des entreprises de travaux de voie
- Qualité géométrique de la voie
- Rails
- Réception des travaux de voie
- Systèmes de fixation pour la voie
- Traverses et supports (dont traverses en matières composites ou plastiques)
- Voies sans ballast

#### Sujets relatifs au matériel roulant ferroviaire
- Aérodynamique
- Aménagement intérieur
- Attelages
- Cabines de conduite
- Châssis de bogies
- Climatisation, chauffage et ventilation
- Coussinets et lubrifiants
- Dispositifs d'avertissement acoustiques
- Dispositifs d'avertissement optiques
- Éléments de suspension
- Essieux
- Freinage
- Graissage des boudins
- Huiles
- Intercirculations pour voyageurs
- Levage des véhicules
- Maintenance
- Matières thermodurcissables
- Peinture
- Portes
- Prise en compte des personnes à mobilité réduite
- Roues
- Soudage
- Structures
- Systèmes d'alarme et d'urgence
- Vitres
- Wagons (dont wagons citernes)

Note : depuis 2016, les sujets électro-technologiques sont également traités par des commissions dont le secrétariat est assuré par le BNF (précédemment par l'AFNOR).

## Publications

### Patrimoine normatif
Le BNF gère un patrimoine d'environ 900 documents normatifs, dont un tiers d’origine européenne ou internationale. Ces documents sont publiés dans la classe « F » de la collection des documents normatifs français (diffusés par l’AFNOR).

## Francophonie
Le BNF traduit l’ensemble des normes européennes et internationales qui entrent dans son champ d’intervention. Il contribue ainsi à la promotion de l'usage du français dans la communauté ferroviaire mondiale.
Le 17 septembre 2013, le BNF est devenu le 71e membre du Réseau Normalisation et Francophonie (RNF). Il est le premier bureau de normalisation français à adhérer à ce réseau international.